# منتخب سلوفاكيا لكرة القدم
منتخب سلوفاكيا لكرة القدم (بالسلوفاكية: Slovenské národné futbalové mužstvo)‏ هو الممثل الرسمي للجمهورية السلوفاكية في رياضة كرة القدم، يُعْتَبر المنتخب السلوفاكي ثاني منتخب ما بعد تفكك تشيكوسلوفاكيا يتأهل إلى نهائيات كأس العالم 2010 وكأس أوروبا 2016 بعد جاره التشيكي.
تأهل المنتخب السلوفاكي للمرة الأولى على التوالي إلى نهائيات مونديال جنوب أفريقيا 2010 وفاز في المجموعة السادسة على نظيره الإيطالي 3-2 ليُقْصِي حامل اللقب عن دور المجموعات قبل أن يَخْرُج من الدور الثاني بخسارته 1-2 على يد نظيره الهولندي.

## قمصان المنتخب عبر التاريخ

### كأس العالم
| كأس العالم 2010 (أساسي) | كأس العالم 2010 (احتياطي) |

### البطولة الأوروبية
| يورو 2016 (أساسي) | يورو 2016 (احتياطي) | يورو 2020 (أساسي) | يورو 2020 (احتياطي) | يورو 2024 (أساسي) | يورو 2024 (احتياطي) |

## وصلات خارجية
- قائمة بيانات المنتخب من الموقع الرسمي للفيفا باللغة العربية